# Arza (Syria)
Arza (arab. أرزة) – miejscowość w Syrii, w muhafazie Hama. W 2004 roku liczyła 1280 mieszkańców.